# Gredice (Klanjec)
Gredice is een plaats in de gemeente Klanjec in de Kroatische provincie Krapina-Zagorje. De plaats telt 349 inwoners (2001).